# Chibi-Robo! (serie)

Logo originale della serie

Chibi-Robo! (ちびロボ!?, Chibi-Robo!, lett. "Piccolo Robot!") è una serie di videogiochi d'avventura e rompicapo sviluppata da Skip Ltd. e da Vanpool nel 2015 per il videogioco Chibi-Robo! Zip Lash e pubblicata da Nintendo. I giochi presentano piccoli robot conosciuti come Chibi-Robo il cui scopo è quello di portare felicità alle persone.

## Titoli
| 2005 | Chibi-Robo!                             |
| 2006 |                                         |
| 2007 | Chibi-Robo!: Park Patrol                |
| 2008 |                                         |
| 2009 | Okaeri! Chibi-Robo! Happy Richie Ōsōji! |
| 2010 |                                         |
| 2011 |                                         |
| 2012 |                                         |
| 2013 | Chibi-Robo! Let's Go, Photo!            |
| 2014 |                                         |
| 2015 | Chibi-Robo! Zip Lash                    |

La serie di Chibi-Robo! si compone di cinque titoli principali, di cui uno inedito in occidente. Il primo, Chibi-Robo! (2005) è stato pubblicato per GameCube, ma dal 2025 è possibile giocare il titolo su Nintendo Switch 2 grazie ai Nintendo Classics presenti nell'abbonamento Nintendo Switch Online. Chibi-Robo!: Park Patrol, secondo titolo della serie, è stato pubblicato nel 2007 per la console portatile Nintendo DS, nel 2009, sempre per Nintendo DS, è stato pubblicato Okaeri! Chibi-Robo! Happy Richie Ōsōji!, esclusiva del mercato giapponese. Tra il 2013 e il 2015 vengono pubblicati due titoli della serie per il Nintendo 3DS: Chibi-Robo! Let's Go, Photo! (2013) e Chibi-Robo! Zip Lash (2015).

### Chibi-Robo!
Chibi-Robo! è un videogioco platform per GameCube sviluppato da Skip Ltd. in collaborazione con Nintendo. Il gioco è stato pubblicato per la prima volta in Giappone nel 2005 mentre in Nord America e in Europa il titolo è stato pubblicato l'anno successivo. Originariamente concepito come un gioco di avventura punta e clicca, lo sviluppo è stato sospeso prima che Shigeru Miyamoto si interessasse del gioco e ne revisionasse la produzione.
Il giocatore prende il comando dell'omonimo personaggio, Chibi-Robo, un robot alto 10 centimetri che ha una spina elettrica al posto della coda. Il gioco consiste nel muoversi all'interno di una casa e raccogliere Punti-Felicità svolgendo varie faccende domestiche.
Il 2 aprile 2025 Nintendo ha annunciato che il gioco sarebbe stato disponibile su Nintendo Switch 2. Il 13 agosto 2025 è stato annunciato la data di uscita che è previsto il 21 agosto dello stesso anno tramite il servizio dell'NSO Nintendo Classics

Chibi-Robo ha lo scopo di svolgere varie mansioni muovendosi liberamente per la casa. L'interfaccia utente presenta un orologio che segna il tempo rimanente in alto a sinistra e la durata della batteria in basso a destra.

### Chibi-Robo!: Park Patrol
Chibi-Robo! Park Patrol è un videogioco per Nintendo DS sviluppato da Skip Ltd. e pubblicato da Nintendo. È il sequel dell'originale Chibi-Robo! per GameCube.
A differenza del gioco precedente, Chibi-Robo! Park Patrol si svolge quasi interamente all'aperto. Il robot, questa volta, è incaricato di rivitalizzare un parco.

### Okaeri! Chibi-Robo! Happy Richie Ōsōji!
Okaeri! Chibi-Robo! Happy Richie Ōsōji! è un videogioco sviluppato da Skip Ltd. per Nintendo DS. È il terzo gioco della serie Chibi-Robo!, il secondo pubblicato su DS e il seguito di Chibi-Robo!: Park Patrol. È stato pubblicato il 23 luglio 2009, in esclusiva per il Giappone. Il gioco non è stato pubblicato in occidente a causa delle scarse vendite dei precedenti titoli al di fuori del Giappone.
Il gameplay di Okaeri! Chibi-Robo! Happy Richie Ōsōji! è simile a quello dell'originale Chibi-Robo!. Il giocatore controlla il personaggio principale, un robot alto 10 centimetri il cui compito è quello di pulire l'interno di una casa per rendere felice la sua famiglia.

### Chibi-Robo! Let's Go, Photo!
Chibi-Robo! Let's Go, Photo! noto in Nord-America come Chibi-Robo! Photo Finder, è un videogioco per Nintendo 3DS distribuito sul Nintendo eShop. È il quarto capitolo della serie Chibi-Robo! sviluppata da Skip Ltd. e pubblicata da Nintendo.
A differenza dei precedenti capitoli della serie, Let's Go, Photo non si concentra sulla pulizia o sull'esecuzione di compiti utili, ma piuttosto su una meccanica completamente nuova che sfrutta le funzionalità di realtà aumentata del 3DS. Il gioco ruota attorno alla raccolta di oggetti di uso quotidiano, noti come Nostalgilli, e alla loro esposizione in un museo.

### Chibi-Robo! Zip Lash
Chibi-Robo! Zip Lash è il secondo gioco della serie sviluppato per Nintendo 3DS da Skip Ltd. in collaborazione con Vanpool. È stato pubblicato in Giappone l'8 ottobre 2015 e in Europa il 6 novembre.   
A differenza dei giochi precedenti, Chibi-Robo! Zip Lash è un platform a scorrimento laterale che da priorità al combattimento e all'esplorazione. In questo gioco, Chibi-Robo usa la sua spina elettrica come frusta per attaccare i nemici e agganciarsi agli oggetti.

## Accoglienza
| Recensioni                              | Recensioni | Recensioni |
| Gioco                                   | Metacritic |            |
| --------------------------------------- | ---------- | ---------- |
| Chibi-Robo!                             | 75/100     |            |
| Chibi-Robo!: Park Patrol                | 78/100     |            |
| Okaeri! Chibi-Robo! Happy Richie Ōsōji! | N/A        |            |
| Chibi-Robo! Let's Go, Photo!            | 49/100     |            |
| Chibi-Robo! Zip Lash                    | 59/100     |            |

Chibi-Robo! per Nintendo GameCube, è stato accolto molto positivamente. La testata Nintendo Life lo ha definito un gioco “bizzarro, tenero e profondamente umano”, assegnandogli un punteggio di 9/10, lodandone in particolare la libertà d’esplorazione e l’originalità del gameplay, che unisce la gestione domestica a una narrazione sorprendentemente emotiva.
Chibi-Robo! Park Patrol ha mantenuto una buona ricezione critica. Secondo GameSpot, il gioco era “pieno di gioia” e dotato di un gameplay fresco, soprattutto grazie all’uso del touch screen, ai minigiochi divertenti e a un’estetica vivace.
Con Chibi-Robo! Let's Go, Photo!, la serie ha iniziato a perdere il favore della critica. Il titolo ha ricevuto una media Metacritic di appena 49/100, segnalando una predominanza di recensioni miste o negative. Everyeye.it ha rilevato una perdita di slancio dopo un inizio promettente, giudicando i minigiochi ripetitivi e le meccaniche fotografiche poco funzionali.
L'ultimo capitolo della serie, Chibi-Robo! Zip Lash, ha segnato il punto più basso della serie, con recensioni generalmente negative. Il gioco ha abbandonato quasi del tutto la componente avventurosa dei precedenti titoli, optando per un platform a scorrimento con meccaniche basate sul lancio del cavo. Secondo Everyeye.it, il gioco presenta livelli piatti, progressione confusionaria, boss poco ispirati e una direzione artistica priva di carisma.